# Julius Ludwig Klee

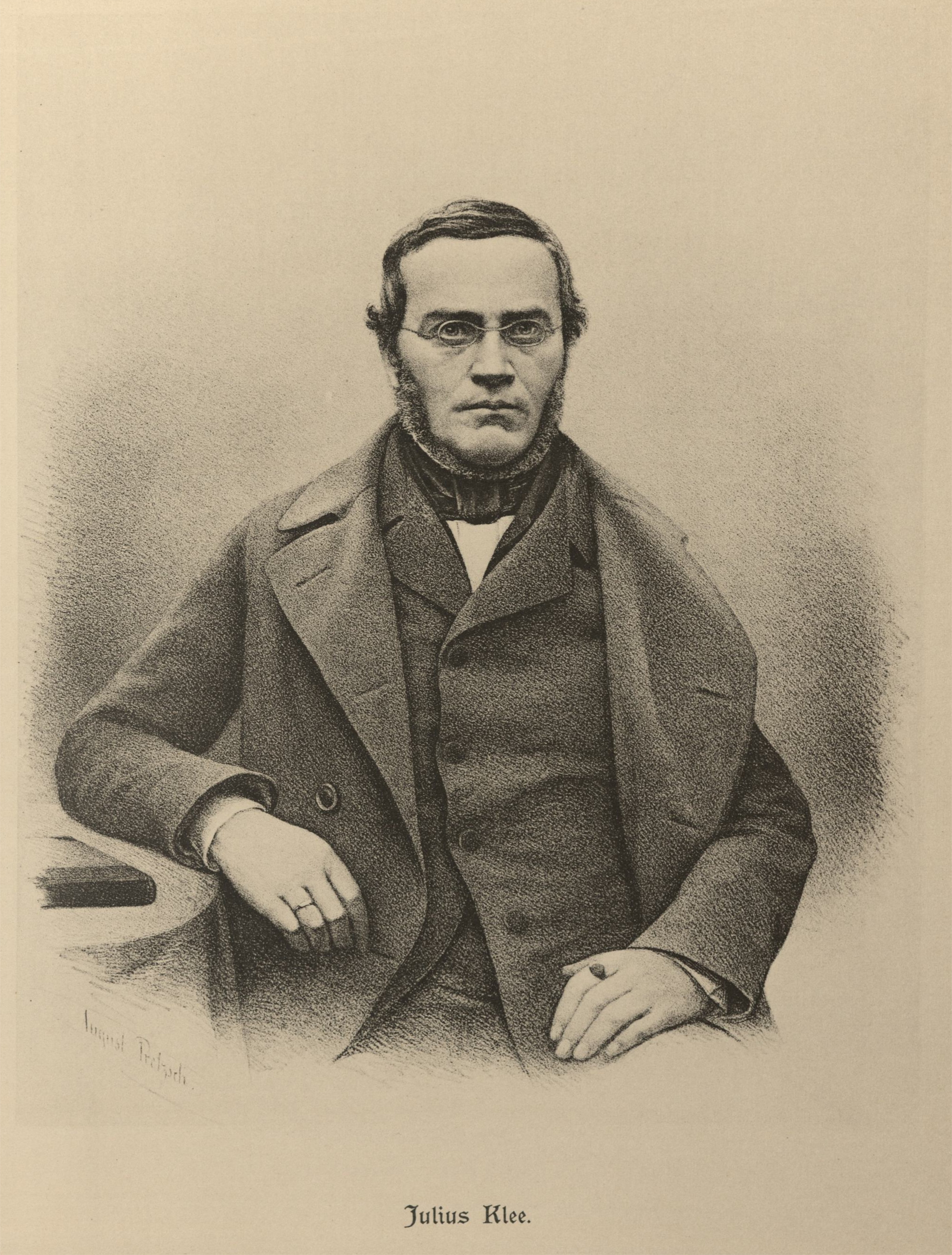
Lithographie von August Pretzsch

Julius Ludwig Klee (* 14. August 1807 in Dresden; † 6. Dezember 1867 ebenda) war ein deutscher Pädagoge und Sprachwissenschaftler.

## Leben
Klee wurde 1807 in Dresden geboren. Ab 1818 besuchte er die Dresdner Kreuzschule. Nach dem Abitur 1825 studierte er an der Universität Leipzig. Er wurde zum Dr. phil. promoviert und habilitierte sich. Von 1833 bis 1835 und abermals von 1842 bis 1848 war er Privatdozent an der Leipziger Universität. Im Jahr 1834 wurde er Vikar an der Thomasschule zu Leipzig und 1835 Lehrer an der Nikolaischule. Schließlich wurde er 1848 Rektor der Kreuzschule in Dresden, die kurz vor seinem Tod einen Neubau am Georgplatz bezog.
Er starb 1867 in Dresden und wurde auf dem Inneren Neustädter Friedhof begraben. Klee war mit Maria Therese, geb. Weinlig, verheiratet. Die gemeinsame Tochter ist die Schriftstellerin Margarete Lenk und der Literaturhistoriker Gotthold Klee ihr Sohn.

## Werke
- Johann Karl August Musäus, Julius Ludwig Klee (Hrsg.): Volksmährchen der Deutschen. Prachtausgabe in einem Bande. Leipzig: Mayer & Wiegand 1842. Digitalisierte Ausgabe der Universitäts- und Landesbibliothek Düsseldorf